# Skor sistemi za dijagnostiku akutnog zapaljenja crvuljka
Skor sistemi za dijagnostiku akutnog zapaljenja crvuljka su alati koji olakšavaju donošenje prave indikacije za hirurško lečenje akutnog zapaljenja crvuljka. Imajući u vidu da je klinička prezentacija akutnog zapaljenja crvuljka često atipična, dijagnoza se teško postavlja, jer su diferencijalno dijagnostički gledano simptomi bolesti isti ili slični sa mnogim drugim oboljenjima, tako da fundamentalna klinička odluka da li pacijenta treba operisati ili ne stavlja hirurga u nezavidnu situaciju. Idealno bi bilo ako bi se sva zapaljenja crvuljka operisala na vreme, a sa druge strane gde je to moguće izbela nepotrebna operacija.
U tom smislu da bi se lakše postavila dijagnoza akutnog zapaljenja crvuljka, određeni su klinički kriterijumi, skorovi, na osnovu kojih bi se dijagnoza, pa i indikacija za operativno lečenje, mogla preciznije postaviti, samo na osnovu nekoliko podataka koje hirurg dobija iz anamneze, kliničkog pregleda, laboratorijskih analiza.

## Opšte informacije
Dijagnostički skor sistemi su alati koji olakšavaju donošenje prave indikacije za hirurško lečenje. Većina skorova je određena za odraslu populaciju, iako se primenjuju i kod pedijatrijskih pacijenata. Vrednost skora se određuje u odnosu na senzitivnost, specifičnost, pozitivnu ili negativnu prediktivnu vrednost. 
Senzitivnost
Senzitivnost skora se odnosi na procenat uspešnog dijagnostikovanja akutnog zapaljenja crvuljka.
Specifičnost
Specifičnost predstavlja mogućnost isključivanja postojanja akutnog zapaljenja crvuljka. 
Pozitivnu ili negativnu prediktivnost
Pozitivna i negativna prediktivnost su predstavljeni procentom pacijenata sa odnosno bez akutnog zapaljenja crvuljka, koji su korektno dijagnostikovani. 

### Validnost skor sistema u dijagnostici akutnog zapaljenja crvuljka
Validnost skor sistema u dijagnostici akutnog zapaljenja crvuljka se procenjuje na osnovu:
- broja negativnih apendektomija (ispod 15%),
- rizika od perforacije (ispod 35%)
- predviđene perforacije (ispod 15%),
- broja neprepoznatih zapaljenja crvuljka (ispod 5%).

### Ciljevi
Glavni cilj svih sprovedenih i budućih istraživanja u vezi sa skorovima je da se pronađe gde je granica u bodovanju za postavljanje pouzdane indikacije za operativno lečenje zapaljenja crvuljka.

## Vrste skor sistema
Danas u s najširoj upotrebi dva skor sistema: Alvarado i Pedijatrijski apendicitis skor, koji su prikazani na donjoj tabeli:
Ukoliko se primenom ovih skor sistema ne potvrdi dijagnoza, pacijenti sa akutnim abdominalnim bolom i sumnjom na postojanje akutnog zapaljenja crvuljka, mogu biti otpušteni na kućno lečenje, bez dalje djagnostike.
Osim Alvarado, modifikovanog Alvarado skora, Pedijatrijskog apendicitis skora, u poslednje vreme u literaturi se opisjuju još i RIPASA skor, Teicher skor, Tzanakis skor, Madan Samuels skor i mnogi drugi.
Skorovi za postavljanje dijagnoze akutnog zapaljenja crvuljka kod dece.
| Klinički znaci                            | Alvarado skor | Apendicitis skor     |
| ----------------------------------------- | ------------- | -------------------- |
| Premeštanje bola                          | 1             | 1                    |
| Gubitak apetita                           | 1             | 1                    |
| Mučnina i povraćanje                      | 1             | 1                    |
| Napetost u donjem desnom kvadrantu trbuha | 2             | 2                    |
| Blumbergov znak                           | 1             |                      |
| Febrilnost                                | 1 ( > 37,2°C) | 1 ( > 37,3 ili 38°C) |
| Leukocitoza ( > 10X 10 9)                 | 2             | 1                    |
| Polimorfonukleari > 75%                   | 1             | 1                    |
| Bol pri kašljanju, perkusiji              |               | 2                    |
| UKUPNO                                    | 10            | 10                   |

Vrednost Alvarado skora od 5—6 preporučuje dalju opservaciju, a vrednosti iznad 7 su indikacija za operativno lečenje.

## Literatura
- Bhatt M, Joseph L, Ducharme FM, Dougherty G, McGillivray D (јул 2009). „Prospective validation of the pediatric appendicitis score in a Canadian pediatric emergency department”. Acad Emerg Med. 16 (7): 591—6.. Epub 2009 Jun 22.
- Goldman, R. D.; Carter S; Stephens D; Antoon R; Mounstephen W; Langer JC (август 2008). „Prospective validation of the pediatric appendicitis score”. J Pediatr. 153.(2):278-82. Epub 2008 Mar 19.
- Chang, P. T.; Schooler, G. R.; Lee, E. Y. (октобар 2015). „Diagnostic errors of right lower quadrant pain in children: beyond appendicitis”. Abdom Imaging. 40 (7): 2071—90..
- Pepper, V. K.; Stanfill, A. B.; Pearl, R. H. (јун 2012). „Diagnosis and management of pediatric appendicitis, intussusception, and Meckel diverticulum”. Surg Clin North Am. 92 (3): 505—26., vii.

## Spoljašnje veze
|  | Molimo Vas, obratite pažnju na važno upozorenje u vezi sa temama iz oblasti medicine (zdravlja). |